# Noemí Gualinga
Noemí Gualinga, conocida como "madre de la selva", es una líder comunitaria y activista de los Sarayaku, un grupo indígena kichwa de la Amazonía ecuatoriana que cuenta aproximadamente con 1 200 personas.
Noemí es hermana de Patricia Gualinga, madre de Nina y Helena Gualinga, e hija de Cristina Gualinga familia de defensoras de los derechos de los Sarayaku. Está casada con el biólogo sueco Anders Henrik Sirén. Viven en Puyo, Pastaza desde 2017.

## Biografía
Nacida entre 1967 y 1968, de joven, Gualinga trabajó en la Organización de Pueblos Indígenas de Pastaza. A partir de los 23 años, apareció en transmisiones de radio en Puyo, dando consejos médicos y abogando por la preservación de la cultura Kichwa.

## Conflicto sobre el desarrollo petrolero de Sarayaku
En 1996, el gobierno ecuatoriano otorgó a la compañía petrolera argentina Compañía General de Combustibles (CGC), también conocida como Compañía Argentina General de Combustibles, derechos de exploración sobre el territorio en poder de los Sarayaku sin antes consultar a la comunidad local. La empresa entró en la tierra de Sarayaku en 2002 con la ayuda de militares ecuatorianos y presuntamente cometió abusos contra los derechos humanos, como amenazas de violación.
Cómo respuesta ello, la comunidad de Sarayaku, liderada por mujeres líderes como Gualinga, organizó protestas contra las intrusiones en 2003 e inició acciones legales ante la Comisión Interamericana de Derechos Humanos (CIDH). Los Sarayaku pudieron bloquear el desarrollo petrolero mediante la construcción de "campamentos por la paz y la vida".
El 25 de julio de 2012, la CIDH estableció que el Estado de Ecuador responsable por violar los derechos comunitarios de los Sarayaku y no obtener el consentimiento libre, previo e informado de la comunidad indígena, de conformidad con los estándares internacionales de consentimiento indígena antes del desarrollo. proyectos, leyes o políticas que afectarían su forma de vida.

## Inundaciones de 2020 y pandemia de COVID-19
En 2020, cuando la pandemia de COVID-19 comenzó a extenderse entre las comunidades indígenas, los ríos Bobonaza y Arajuno se desbordaron, lo que afectó gravemente a las aldeas de los Sarayaku. Durante el período de cuarentena, de marzo a julio, Noemí Gualinga organizó misiones diarias para llevar alimentos de la ciudad de Puyo, su casa. Ayudó a organizar las pruebas de COVID-19 en Sarayaku.

## Otras actividades
Gualinga dirige la Asociación de Mujeres de Sarayaku, Kuriñampi (Senderos Dorados), desde 2017. Coordina las ventas femeninas de joyas y artesanías. También se unió a Mujeres Amazónicas, un colectivo de mujeres defensoras de los derechos naturales.
Noemí aparece raras veces como líder en fotografías, pero ha participado en protestas como las de marzo de 2018 en el Palacio Carondelet de Quito, donde 60 mujeres de 11 nacionalidades indígenas exigieron una audiencia con el presidente Lenin Moreno.
Gualinga continúa trabajando como líder comunitario y proveedor de ayuda. En un caso, ayudó a una mujer que había huido de la violencia doméstica de su marido, que le había dado a su hija de 12 años a un hombre, una forma de matrimonio forzado que se ha llevado a cabo desde hace mucho tiempo en las comunidades indígenas.